# ساوان (سردشت)
ساوان هي قرية في مقاطعة سردشت، إيران. يقدر عدد سكانها بـ 158 نسمة بحسب إحصاء 2016.